# Falsifikationisme
Falsifikationisme er en videnskabsteoretisk position fremsat af filosoffen Karl Raimund Popper, som udspringer af kritisk rationalisme.
Popper understreger induktionsproblemet og tilslutter sig fallibilismen. Ifølge ham er en videnskabelig teori ikke endegyldigt bevist, selv om den bekræftes af observationer ved nok så mange kontroleksperimenter, idet der når som helst kan gøres en observation, som ikke "passer ind" i ellers veletablerede videnskabelige "love".
Et klassisk eksempel er en person, som aldrig har set svaner i andet end hvid fjerdragt og på grundlag deraf formulerer den hypotese, at alle svaner er hvide. Den dag, denne person ser (og undersøger) en sort svane, må vedkommende dog forkaste teorien om, at der kun findes hvide svaner. Pointen er, at denne person ikke kan sætte sig ud ved en å og verificere (se verifikationisme) sin første hypotese, da han altid tilfældigvis kan sidde ved en å, hvor ingen sorte svaner kommer forbi. At empirisk tælle 1.000, 10.000 eller flere hvide svaner garanterer aldrig, at den næste svane, han observerer, også er hvid.

## Metodisk fremgangsmåde
Det er, ifølge falsifikationisterne, grundlæggende sådan videnskaben hænger sammen. Faktisk stiller Popper det metodologiske krav til en fremsat teori, førend den kan regnes for videnskabelig, at det skal være muligt at angive betingelser for, hvordan den principielt kan vises at være fejlagtig. Det kræves med andre ord, at videnskabelige teorier skal være falsificerbare. Dvs. at teorien skal være udformet på en sådan måde, at der kan opstilles forsøg, der potentielt kan falsificere den.
I denne forbindelse påpeger Popper, at visse teorier kan være så tvetydigt eller vagt formulerede, at enhver begivenhed uden stort besvær kan tolkes som en bekræftelse af pågældende teori. Eksempler herpå kunne være en heksedoktors eller et horoskops forudsigelser på baggrund af diverse spekulative teoribygninger.